# Ricardo Martínez Rico
Ricardo Lorenzo Martínez Rico (Valencia, 26 de junio de 1964) es un economista español. Fue secretario de Estado de Presupuestos durante el último periodo de la legislatura de José María Aznar. Tras su paso por la Administración Pública, fundó en 2006, junto al ex ministro Cristóbal Montoro, el despacho "Equipo Económico", bufete de asesoramiento tributario y económico, epicentro del Caso Montoro. Ejerce como presidente ejecutivo del mismo desde 2008. Mano derecha de Montoro, se benefició de 11.053.029 euros, según el sumario de la causa.

## Biografía
Se licenció en Ciencias Empresariales y posteriormente se doctoró en Economía por la Universidad de Zaragoza. Ingresó como funcionario en el Cuerpo Superior de Técnicos Comerciales y Economistas del Estado.
Tras ocupar diversos puestos en la Secretaría de Estado de Comercio, en 1996 accedió al puesto de director del Gabinete del secretario de Estado de Economía y en 2000 al de director de Gabinete del ministro de Hacienda, con Cristóbal Montoro. El 7 de marzo de 2003 fue nombrado por el Consejo de Ministros presidido por José María Aznar, secretario de Estado de Presupuestos y Gastos, en sustitución de Elvira Rodríguez. Ocupó el cargo hasta el cambio de Gobierno, tras las elecciones generales de 2004.
En 2006, fundó Equipo Económico, un despacho que deriva del bufete Montoro y Asociados. Ricardo Martínez Rico ha sido presidente ejecutivo desde su constitución. El despacho ha facturado más de 70 millones de euros desde su fundación, aunque ha reconocido beneficios por 2,5 millones. Ha asesorado a bancos y grandes energéticas del Ibex 35, así como algunas personalidades que querían regularizar su relación con el fisco, como el futbolista Cristiano Ronaldo. El despacho es hoy la pieza clave del Caso Montoro al ser considerada la conexión directa de las empresas con Hacienda. El despacho lo investiga el juez Rubén Rus, de Tarragona, desde 2018.
En 2007 fue nombrado asesor de la Cámara de Comercio de Estados Unidos, grupo de presión que representa los intereses de numerosos negocios y asociaciones profesionales.[cita requerida]
En 2020 obtuvo el doctorado en Economía por la Universidad de Zaragoza.
En 2025 fue imputado por el Caso Montoro. Junto a su hermano Felipe Martínez Rico, tuvo el papel de "conexión directa entre el Ministerio de Hacienda de los gobiernos del PP y las empresas que ficharon a Equipo Económico". Su hermano, Felipe Martínez Rico, también está procesado al ser "decisivo en la incorporación en los textos normativos de intereses favorables para el sector gasista".

### Investigación judicial
En julio de 2025 fue imputado por el juzgado número 2 de Tarragona junto a otras 27 personas, entre ellas el que fuera ministro de Hacienda Cristobal Montoro y ocho altos cargos de su segunda etapa en el Ministerio, incluyendo su hermano Felipe Martínez Rico. Según el sumario de la causa, como mano derecha de Montoro se benefició de 11.053.029 euros. También fueron imputados otros tres miembros del bufete Equipo Económico que anteriormente habían ocupado puestos de relevancia con Montoro durante su primer periodo como ministro. El resto son una decena de representantes legales de empresas que contrataron los servicios del bufete y una empleada del mismo. Según se desprende del auto del juez, Martínez Rico desempeñó un papel central como responsable de coordinar estrategias dentro de la consultora.
El motivo del procesamiento es la existencia de una presunta red de influencias creada para favorecer desde el Ministerio de Hacienda a determinadas empresas mediante reformas fiscales a medida que contrataban a la citada consultora. El juez del caso los investiga por delitos de corrupción: cohecho, fraude contra la administración pública, prevaricación, tráfico de influencias, negociaciones prohibidas, corrupción en los negocios y falsedad de documentos.